# Spook Jacobs
Forrest Vandergrift "Spook" Jacobs (4 de novembro de 1925 - 18 de fevereiro) foi um jogador de beisebol norte-americano.